# Drassodella venda
Espèce
Drassodella venda est une espèce d'araignées aranéomorphes de la famille des Gallieniellidae.

## Distribution
Cette espèce est endémique du Limpopo en Afrique du Sud,.

## Description
La femelle holotype mesure 7,84 mm et le mâle paratype 7,36 mm, les femelles mesurent de 5,06 à 8,60 mm.

## Étymologie
Cette espèce est nommée en l'honneur des Vendas.

## Publication originale
- Mbo & Haddad, 2019 : A revision of the endemic South African long-jawed ground spider genus Drassodella Hewitt, 1916 (Araneae: Gallieniellidae). Zootaxa, no 4582(1), p. 1-62.